# Lacipa flavitincta
Lacipa flavitincta är en fjärilsart som beskrevs av George Francis Hampson 1910. Lacipa flavitincta ingår i släktet Lacipa och familjen tofsspinnare. Inga underarter finns listade i Catalogue of Life.